# Nini Săpunaru
Nini Săpunaru (n. 2 iunie 1963, Focșani) este un politician român, membru al Partidul Național Liberal. A fost deputat în cadența parlametară 2004 - 2008 și a fost reales pentru cadența 2008 - 2012. În cadrul activității sale parlamentare, Nini Săpunaru a fost membru în următoarele grupuri parlamentare de prietenie:
- în legislatura 2000-2004: Statul Israel
- în legislatura 2004-2008: Statul Israel, Albania, Republica Malta
- în legislatura 2008-2012: Statul Israel, Bosnia și Herțegovina
- în legislatura 2012-2016: Canada, Republica Polonă

A făcut studii economice, este căsătorit cu Săpunaru Camelia și au împreună doi copii. Camelia Săpunaru este psiholog de profesie.